# Saber Rider und die Starsheriffs
Saber Rider und die Starsheriffs ist eine Space Western-Anime-Fernsehserie der US-amerikanischen Filmgesellschaft World Events Productions. Es handelt sich dabei um die Adaption der japanischen Serie Sei Jūshi Bismarck.

## Handlung
In einer fernen Zukunft beherrscht die Menschheit die interstellare Raumfahrt, die sie sich zunutze macht, um die Folgen der Bevölkerungsexplosion auf der Erde zu überwinden, da die irdischen Ressourcen für die Versorgung der Bevölkerung nicht mehr ausreichen. Daher besiedeln Menschen ferne Planeten und schließen diese in einer Föderation zusammen. Doch es kommt immer wieder zu Angriffen extradimensionaler, menschenähnlicher Wesen auf die Kolonisten, vor allem in den Randgebieten dieser Föderation. Diese Wesen werden Outrider genannt und stammen aus der sogenannten Phantomzone.
Das Kavallerie-Oberkommando, der militärische Arm der Planetenföderation mit Hauptsitz auf dem Planeten Yuma, reagiert auf die ausgeprägte technologische und zahlenmäßige Überlegenheit der Angreifer mit der Schaffung von Ramrod, einem riesigen Kampfroboter in Gestalt eines Cowboys. Zudem wird eine Gruppe von Kämpfern zum Schutze der Menschheit formiert, die Starsheriffs.

### Figuren
| Name             | Beschreibung |
| ---------------- | --- |
| Die Starsheriffs | |
| Saber Rider      | Namensgeber der Serie und Anführer der Starsheriffs. Als Gefährt hat er ein Roboterpferd namens Steed. |
| Fireball         | Ein ehemaliger Rennfahrer, der von den Starsheriffs rekrutiert wird. Er ist häufig mit seinem Rennwagen, dem Red-Fury-Turbo-Racer, unterwegs. |
| Colt             | Er wurde ähnlich wie Fireball von den Starsheriffs rekrutiert. Jedoch war er zuvor ein Kopfgeldjäger. Er fliegt den Raumgleiter Bronco-Buster. |
| April            | Sie ist die Tochter des Oberkommandanten des Kavallerie-Oberkommandos. Sie hat das Raumschiff Ramrod mitentwickelt. Ähnlich wie Saber Rider reitet sie ein Roboterpferd namens Nova. |
| Commander Eagle  | Der Kommandant der Sternenflotte und Aprils Vater |
| Ramrod           | Das Kampfraumschiff der Starsheriffs, das sich in einen Kampfroboter im Cowboy-Design transformieren kann. In Folge 48 (Der Friedensvertrag) wird Ramrod in Folge eines Friedensabkommen mit den Outridern demontiert. In der Folge 49 (Der blaue Kobalt-Blaster) wird Ramrod 2 eingeführt. In der Hörspielserie folgte später Ramrod 3. |
| Die Outrider     | |
| Jesse Blue       | Jesse ist der zentrale Gegenspieler der Starsheriffs. Er ist ein Mensch und war ursprünglich ein Rekrut bei den Starsheriffs, der sich in April verliebt hat. Er läuft, nachdem Saber Rider den Versuch, April zu retten, um ihr seine Liebe zu beweisen, vereitelt hat, zu den Outridern über.                                          |
| Nemesis          | Nemesis ist der oberste Kommandant der Outrider. Jessie Blue und Gattler unterstehen seinem Befehl. |
| Gattler          | Er führt ein Geschwader der Outrider im Kampf gegen die Menschen an. Bis zur Einführung des Charakters Jesse Blue kann er als zentraler Gegenspieler der Star Sheriffs betrachtet werden. |
| Vanquo           | Zählt zu Nemesis’ Kommandanten der ersten Stunde. |

## Produktion

### Ursprünge
Die Ursprünge von Saber Rider und die Star Sheriffs reichen ins Jahr 1984 zurück. Sie basiert ursprünglich auf der japanischen Serie Sei Jūshi Bismarck.
Im Jahr 1987 kaufte die US-amerikanische Filmgesellschaft World Events Productions die Serie und bearbeitete sie für einen neuen Markt um, wobei sie in Saber Rider and the Star Sheriffs umbenannt wurde. Im Zuge dessen wurden 46 der ursprünglich 51 Folgen adaptiert und sechs komplett neue Folgen produziert.

### Musik
Die Musik zur Serie wurde vom US-amerikanischen Komponisten Dale Schacker geschrieben. Dieser war bereits einige Jahre zuvor für die Musik von Voltron verantwortlich gewesen.
Das Intro sowie die Credits von Saber Rider and the Star Sheriffs beinhalten Gesang in englischer Sprache, der für die deutsche Veröffentlichung nicht übersetzt wurde. Schacker übernahm auch den Gesangspart.

### Synchronisation
Die deutsche Synchronisation fand im Mai 1989 durch die FFS Film- & Fernseh-Synchron GmbH statt. Ekkehardt Belle übernahm die Dialogregie und -buch. Bei den Lost Episodes im Jahr 2010 schrieb er gemeinsam mit Timo R. Schouren das Dialogbuch.
| Rolle           | US-Sprecher      | Deutscher Sprecher                                                      |
| --------------- | ---------------- | ----------------------------------------------------------------------- |
| Saber Rider     | Townsend Coleman | Ekkehardt Belle                                                         |
| Fireball        | Pat Fraley       | Florian Halm                                                            |
| Colt            | Townsend Coleman | Christian Tramitz                                                       |
| April Eagle     | Pat Musick       | Katrin Fröhlich                                                         |
| Commander Eagle | Peter Cullen     | Norbert Gastell                                                         |
| Jesse Blue      | Rob Paulsen      | Arne Elsholtz (Originalsprecher) Philipp Moog (DVD-Nachsynchronisation) |
| Nemesis         | Peter Cullen     | Hartmut Neugebauer                                                      |
| Gattler         | Banjou Ginga     | Willi Röbke (Originalsprecher) Volker Wolf (DVD-Nachsynchronisation)    |
| Buck            | Neil Ross        | Martin Halm                                                             |
| Sincia          | B.J. Ward        | Madeleine Stolze                                                        |
| Ramrod          | Peter Cullen     | Manfred Erdmann                                                         |
| Erzähler        | Peter Cullen     | Manfred Erdmann                                                         |

### Veröffentlichungen
Die Serie wurde in Amerika und Europa vertrieben, darunter Ausstrahlungen in Frankreich (TF1), Italien (Italia 7), Portugal (SBT) und Lateinamerika. Im Jahr 1989 erfolgte die Ausstrahlung in Deutschland durch den Fernsehsender Tele 5. Später erfolgten Wiederholungen beim Sender RTL II. Ab dem Jahr 2003 gab es diverse Veröffentlichungen der Serie, teilweise auch als Sammleredition. Zusätzlich zu den bisherigen Folgen wurden ebenfalls fünf sogenannte Lost Episodes im August und Oktober 2010 in Deutschland veröffentlicht. Diese bestehen aus den japanischen Folgen, die World Events Productions nicht für die Umarbeitung zu Saber Rider and the Star Sheriffs verwendete. Im Jahr 2017 folgte eine Gesamtausgabe auf Blu-ray.

## Sei Jūshi Bismarck

Logo von Sei Jūshi Bismarck

Saber Rider und die Starsheriffs greift auf Großteile der japanischen Serie Sei Jūshi Bismarck (jap. 星銃士ビスマルク, dt. etwa „Sternenmusketier Bismarck“) zurück, unterscheidet sich jedoch teilweise erheblich. Die Ursprungsserie wurde im Jahr 1984 vom japanischen Studio Pierrot von Masami Anno produziert. Das Charakterdesign entwarf Shigeru Kato, für das Mechadesign war Yasuhiro Moriki verantwortlich. In Sei Jūshi Bismarck wird die Gruppe von Fireball angeführt, der aus Japan kommt und auf den Namen Shinji Hikari hört. Die weiteren Mitglieder kommen aus Großbritannien, Frankreich und den USA. Man kann auf ihren Kampfanzügen die entsprechende Landesfahnen erkennen.
| Sei Jūshi Bismarck | Saber Rider and the Star Sheriffs | Bemerkung                                                   |
| ------------------ | --------------------------------- | ----------------------------------------------------------- |
| Shinji Hikari      | Fireball                          | aus Japan und der Anführer des Teams                        |
| Richard Lancelot   | Saber Rider                       | aus Großbritannien                                          |
| Bill Wilcox        | Colt                              | aus den USA                                                 |
| Marian Louvre      | April                             | aus Frankreich                                              |
| Charles Louvre     | Commander Eagle                   | aus Frankreich                                              |
| Bismarck           | Ramrod                            |                                                             |
| Deathculas         | Outrider                          |                                                             |
| Perios             | Jesse Blue                        | ist in Sei Jūshi Bismarck kein Mensch, sondern ein Outrider |
| Hyuza              | Nemesis                           |                                                             |

Sei Jūshi Bismarck beinhaltet tendenziell mehr Gewaltszenen und zeigt den Konsum von Drogen. Zudem waren die Anleihen aus dem Western-Genre nicht so intensiv ausgeprägt. In Sei Jūshi Bismarck gibt es mehrere Verweise auf japanische und deutsche Kriegsschiffe, wie die japanische Yamato und die namensgebende deutsche Bismarck. Darüber hinaus sterben die Deathculas anders als die Outrider tatsächlich und kehren nicht in eine Phantomzone zurück. Außerdem agieren sie wesentlich intelligenter. Die Serie beinhaltet auch weniger Einlagen von Slapstick als Saber Rider und die Star Sherriffs. Ebenfalls unterscheidet sich Sei Jūshi Bismarck von ihrer Adaption in Bezug auf die verwendete Musik. Der Vorspanntitel ist Fushigi Call Me (不思議CALL ME) und für den Abspann Yume Ginga (夢銀河), beide stammen von Musiker MIO.
Die Serie wurde erstmals am 7. Oktober 1984 auf Nippon Television ausgestrahlt. Sei Jūshi Bismarck umfasst 51 Episoden. Die japanische Version wurde im Jahr 1984 übersetzt in Teilen Europas ausgestrahlt. Eine geplante Abstimmung seitens Anime House bzgl. einer Veröffentlichung von Sei Jūshi Bismarck im deutschsprachigen Raum blieb seit dem Jahr 2004 folgenlos.

## Weitere Auswertungen

### Saber Rider als interaktive Show
Der französische Sender TF1 zeigte in den 1990er Jahren eine interaktive Variante der Serie namens Sab Rider – Le Jeu Interaktif. Die Interaktivität bestand darin, mit einem speziellen Spielzeug auf den Fernseher zu schießen und dabei die Raumschiffe der Outrider zu treffen. Der Verlauf des Spiels entspricht dabei dem der Episode. Das Spiel setzte einen alten Röhrenfernseher sowie das SECAM-Format voraus. Die Spielzeugwaffe benötigte die CRT Signale, um erkennen zu können, ob ein Treffer gelandet wurde. Zusätzlich zu der Live-Fernsehsendung gab es eine VHS-Kassette mit jeweils zweimal 15 Minuten reduzierten Zusammenschnitt der Episoden Der nachtragende König, Notruf aus New Dallas und Die Royal Monarch, fast ausschließlich mit Actionszenen.

### Hörspiel
Anime House veröffentlichte 2013 in Deutschland eine fünfteilige Hörspielreihe, welche die Geschichte von Saber Rider and the Star Sheriffs weitererzählt. Die Handlung setzt dabei fünf Jahre nach der letzten Trickfilmepisode an. Für die Serie wurden die gleichen Sprecher von damals verwendet. Die Figur des Jesse Blue wurde jedoch von Philipp Moog gesprochen, welcher Jesse bereits in der DVD Auswertung die Stimme lieh.
- Die Rückkehr (2013)
- Angriff auf Yuma (2013)
- Der Verräter (2013)
- Jagd auf Jesse Blue (2014)
- Am Abgrund (2014)

### Videospiel
Anders als zu vielen anderen Fernsehserien gab es zu Saber Rider and the Star Sheriffs bislang keine Videospieladaptionen. Ein im Jahr 2010 angekündigtes Spiel namens Saber Rider and the Star Sheriffs – The Game des Firehazard Studios erschien bislang nicht. Eine im Jahr 2015 gestartete Crowdfunding-Kampagne auf der Plattform Kickstarter resultierte ebenfalls nicht in einem fertigen Spiel.

## Rezeption
Für Martin Böhnert, wissenschaftlicher Mitarbeiter im Bereich der Philosophie an der Universität Kassel, lassen sich an der Serie

„...überwiegend Kontinuitäten der Stabilisierung und Reproduktion heteronormativer Rollenbilder und hierarchischer Ordnungen beobachten. Die große Erzählung der rationalen, westlichen, hierarchisch und binär geordneten Überlegenheit – mit der UN des Sonnensystems bzw. dem Cavalry Command als höchster Ordnungsinstanz und dem weißen, männlichen Heroen als deren Ideal („It can only be one man: It has to be the legendary Saber Rider!“) – wird in Captain Future und Saber Rider immer wieder als bestmögliches Modell verifiziert.“